# أوبري ماير
أوبري ماير (بالإنجليزية: Aubrey Meyer)‏ هو كاتب جنوب أفريقي، ولد في 1947.